# Konstanty Hegel

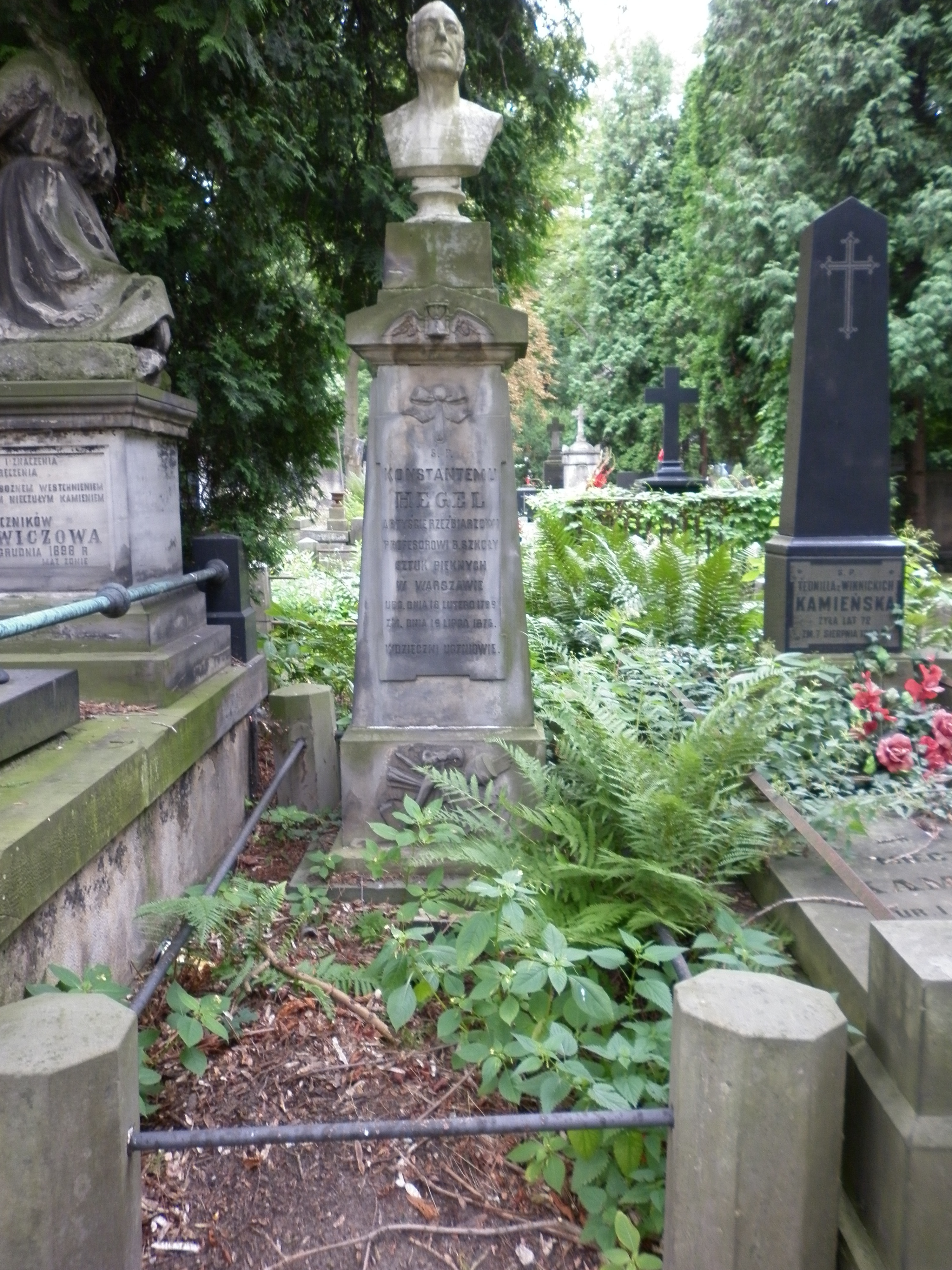
Grabstätte von Konstanty Hegel auf dem Warschauer Powązki-Friedhof

Konstanty Hegel (* 18. Februar 1799 in Warschau; † 20. Juli 1876 ebenda) war ein polnischer Bildhauer und Kunst-Lehrer.

## Leben
Die Familie Hegel stammte aus Österreich und ließ sich in Warschau etwa in der Mitte des 18. Jahrhunderts nieder. Franz Antoni Hegel und Joseph Hegel, Vater und Großvater, waren bereits Bildhauer, die zahlreiche Figuren des Łazienki-Palastes gestaltet hatten. Konstanty besuchte das Warschauer Lyzeum und schloss es im Jahr 1819 ab. In den Jahren 1819–1823 studierte er an der Fakultät der Schönen Künste an der Universität Warschau unter der Leitung von Paweł Maliński, Antoni Brodowski und Anton Blank. Im Herbst 1823 ging er nach Rom und nach Paris, um sein Studium an der Accademia di San Luca (1823–1827) und der Französischen Akademie (1829–1830) fortzusetzen. In den beiden Zwischenjahren weilte Konstanty Hegel in Warschau.
Während des Warschauer Novemberaufstands im Jahr 1830 war er Sicherheitsbeamter. Nach dem Aufstand, 1831 richtete sich Hegel ein eigenes Bildhaueratelier in Warschau ein. In den Jahren 1844–1862 unterrichtete er Bildhauerei und ornamentales Zeichnen an der Schule der Schönen Künste in der polnischen Hauptstadt. Von 1865 bis 1868 arbeitete er als Hochschullehrer an der Zeichenschule in Warschau. Der Schwund an Sehkraft führte dazu, dass Konstanty Hegel im Jahr 1868 aus allen Ämtern ausschied. Die letzten Jahre seines Lebens verbrachte er in Armut und Einsamkeit. Zu seinen Schülern gehörten unter anderem Andrzej Pruszyński, Bolesław Syrewicz und Pius Weloński.
Konstanty Hegel ist auf dem Powązki-Friedhof in Warschau (Abteilung 177-I) begraben.

## Werke

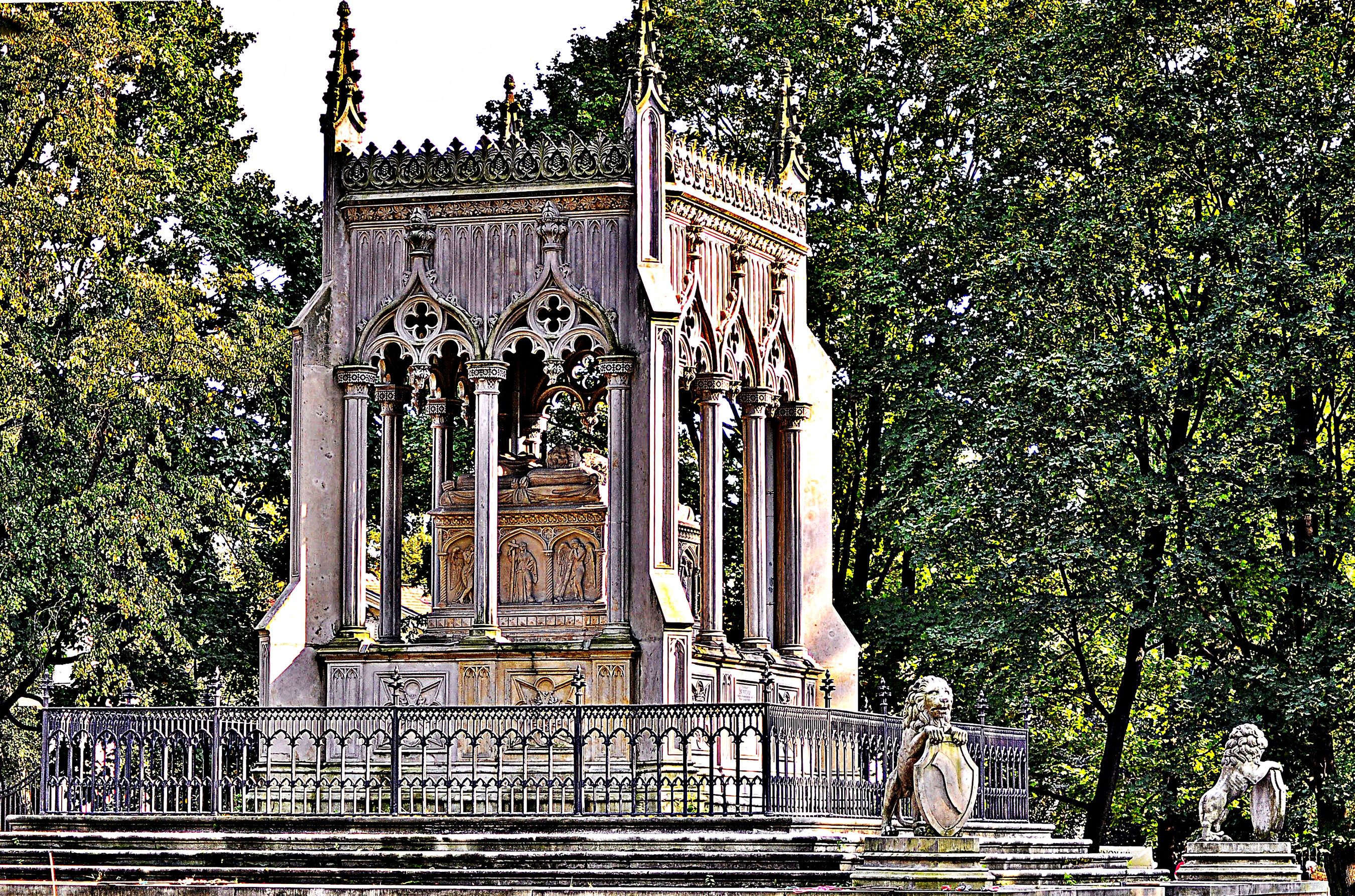
Potocki-Mausoleum; 1836

Seine Skulpturen weisen vor allem klassizistische und neugotische Stilelemente auf.
Konstanty Hegel ist Schöpfer vieler Skulpturen zu verschiedenen Themen. Die bekanntesten Werke sind: die Seejungfrau in der Altstadt in Warschau (1855 aufgestellt) und der Skulpturenschmuck an der Fassade des Großen Theaters in Warschau. Darüber hinaus fertigte er den Skulpturenschmuck des Mausoleums für Alexandra und Stanisław Kostka Potocki (1755–1821) in Wilanów.
Zur Unterstützung seiner Körperdarstellungen stellte Konstanty Hegel einen Katalog der Skelettmuskulatur des menschlichen Körpers für den Einsatz in der Ausbildung von Künstlern zusammen und veröffentlichte ihn im Jahr 1845.